# 佐賀村 (大分県)
佐賀村（さかむら）は、大分県北海部郡にあった村。現在の大分市坂ノ市地区の一部にあたる。

## 地理
- 海洋：別府湾[5]
- 河川：丹生川[5]、本田川[6]、金道川[6]

## 歴史
- 1889年（明治22年）4月1日、町村制の施行により、北海部郡久原村、上野村、細村が合併して村制施行し、佐加村が発足[3][4]。旧村名を継承した久原、上野、細の3大字を編成[4]。
- 1892年（明治25年）10月6日、佐賀村に名称を変更[3][4]。
- 1897年（明治30年）6月、役場位置を大字上野へ変更[1]。
- 1903年（明治36年）2月、役場位置を大字久原へ変更[2]。
- 1907年（明治40年）7月1日、北海部郡市村と合併し佐賀市村（さがいちむら[7][8][9]）を新設して廃止[3][4][10]。

## 産業
- 漁業（馬珂介、蛸、和布、海蘿）[11]、製塩[4]、農業[6]

- 農業（縮緬高菜発祥[8]）

## 教育
- 北部高等小学校[12]
- 久原尋常小学校[12]
- 久原簡易学校[12]
- 上野簡易学校[12]
- 培根舎（漢学の私立学校。1873年設立。修業年限6年）[13]
- 香泉裁縫学校（1901年12月設立。普通科3年、高等科2年）[14]

## 寺社
- 法然寺（旧・細村）[15]